# داستن ميليجان
داستن ميليجان هو كاتب سيناريو ومنتج أفلام وممثل كندي، ولد في 28 يوليو 1985 في كندا.

## أعمال

### أفلام
- (2006) تأثير الفراشة 2
- (2006) سليثر[7]
- (2007) الرسل
- (2012) طعم[8]
- (2018) معروف بسيط

### مسلسلات
- 90210
- وكالة ديرك جينتلي للتحقيقات الشمولية

## ترشيحات
- Teen Choice Award for Choice TV Actor Drama [الإنجليزية]‏، عن عمل: 90210 (2009)

## وصلات خارجية
- داستن ميليجان على موقع IMDb (الإنجليزية)
- داستن ميليجان على موقع ألو سيني (الفرنسية)
- داستن ميليجان على موقع أول موفي (الإنجليزية)
- داستن ميليجان على موقع قاعدة بيانات الأفلام السويدية (السويدية)
- داستن ميليجان على موقع قاعدة بيانات الفيلم (الإنجليزية)
- داستن ميليجان على موقع كينوبويسك (الروسية)